# Waukeenah
Waukeenah ist  ein census-designated place (CDP) im Jefferson County im US-Bundesstaat Florida. Das U.S. Census Bureau hat bei der Volkszählung 2020 eine Einwohnerzahl von 259 ermittelt. 

## Geographie
Waukeenah liegt rund 15 km südlich von Monticello sowie etwa 20 km östlich von Tallahassee. Der CDP wird vom U.S. Highway 27 (SR 20) durchquert.

## Demographische Daten
Laut der Volkszählung 2010 verteilten sich die damaligen 272 Einwohner auf 122 Haushalte. 72,4 % der Bevölkerung bezeichneten sich als Weiße und 26,5 % als Afroamerikaner. 0,7 % gaben die Angehörigkeit zu einer anderen Ethnie und 0,4 % zu mehreren Ethnien an. 1,1 % der Bevölkerung bestand aus Hispanics oder Latinos.
Im Jahr 2010 lebten in 32,4 % aller Haushalte Kinder unter 18 Jahren sowie 27,5 % aller Haushalte Personen mit mindestens 65 Jahren. 74,5 % der Haushalte waren Familienhaushalte (bestehend aus verheirateten Paaren mit oder ohne Nachkommen bzw. einem Elternteil mit Nachkomme). Die durchschnittliche Größe eines Haushalts lag bei 2,67 Personen und die durchschnittliche Familiengröße bei 3,13 Personen.
27,1 % der Bevölkerung waren jünger als 20 Jahre, 25,7 % waren 20 bis 39 Jahre alt, 30,1 % waren 40 bis 59 Jahre alt und 16,9 % waren mindestens 60 Jahre alt. Das mittlere Alter betrug 39 Jahre. 48,5 % der Bevölkerung waren männlich und 51,5 % weiblich.
Das durchschnittliche Jahreseinkommen lag bei 49.228 $, dabei lebten 26,6 % der Bevölkerung unter der Armutsgrenze.